# Neuchâtel Xamax FCS
Cette page concerne le club de football Neuchâtel Xamax FCS, fondé en 2013. Pour le club disparu portant le même nom, voir Neuchâtel Xamax
Maillots
Actualités
Neuchâtel Xamax FCS est un club de football de la ville de Neuchâtel en Suisse formé en 2013 par la fusion de Neuchâtel Xamax et du FC Serrières, à la suite de la faillite de Neuchâtel Xamax FC en janvier 2012.

## Histoire

### Le renouveau de Xamax (depuis 2012)
En février 2012, après la faillite de Neuchâtel Xamax, la « Fondation Gilbert Facchinetti » a été inaugurée. Le groupe de travail regroupe de nombreux intervenants, dont la Ville de Neuchâtel, l'État de Neuchâtel, la Swiss Football League (SFL) et des partenaires financiers. Le but de la Fondation est de promouvoir et d'organiser la pratique du football d’élite des juniors de Neuchâtel. En parallèle, sous l'impulsion du président de la 1re équipe, Christian Binggeli et de son vice-président et fils Gregory Binggeli, le comité de Neuchâtel Xamax 1912 SA s'attelle à reconstruire l'équipe phare en y ayant conservé une bonne partie des moins de 21 ans, M21, de feu Neuchâtel Xamax FC.
En raison d'un vote défavorable des équipes amateurs suisses (LA et 1re Ligue Classic/Promo), l'équipe a été contrainte de repartir en 2e ligue interrégionale, la cinquième division suisse.
En mai 2013, dans le but de renforcer le football neuchâtelois, Neuchâtel Xamax 1912 et le FC Serrières disparaissent en fusionnant pour devenir le Neuchâtel Xamax FCS,. L'équipe a été promue en 1re ligue Classic pour la saison 2013/2014 avec de sérieuses ambitions de promotion.
En date du 22 mars 2015, l'équipe première du Neuchâtel Xamax FCS occupe la première place du classement de Promotion League avec 45 points engrangés en 19 matches. Les seconds, le FC Köniz et le FC Rapperswil-Jona ont les deux 37 points en 20 matches. Chaque équipe doit jouer 30 matches. Autant dire que Neuchâtel Xamax FCS se retrouve à être un prétendant sérieux pour la promotion en Challenge League à l'issue de la saison.
Le 27 avril 2015, la dernière équipe qui peut empêcher Neuchâtel Xamax d'être promu en Challenge League, le FC Köniz, renonce à avoir la licence pour la Challenge League. Neuchâtel Xamax est donc officiellement promu. Le 10 mai 2015, grâce à leur match nul contre FC Saint-Gall II, Neuchâtel Xamax remporte officiellement le titre de 1re League Promotion.
Le 21 mai 2018, après deux saisons terminées au second rang, Neuchâtel Xamax FCS accède à la Super League en remportant le championnat de Challenge League, devançant son dauphin de 21 points. Le club neuchâtelois retrouve ainsi l'élite du football suisse qu'il avait quitté au début de l'année 2012.
Le 30 mai 2019, Neuchâtel Xamax FCS est battu 0-4 à la Maladière lors du match aller des barrages de promotion/relégation face au FC Aarau, deuxième de Challenge League. Les Neuchâtelois renversent la situation lors du match retour le 2 juin 2019 au Brügglifeld d'Aarau : après avoir remonté le score du match aller en inscrivant le 0-4 dans le temps réglementaire, les Xamaxiens poussent jusqu’aux tirs au but, qu’ils remporteront 4-5 grâce à un arrêt du gardien neuchâtelois Laurent Walthert sur le premier essai argovien. Ils sortent ainsi vainqueur du tour de barrage et conservent leur place dans l'élite du football suisse.
Le club descend en Challenge League en juillet 2020.
Le 12 janvier 2021, Christian Binggeli quitte la présidence pour la transmettre à Jean-François Collet.

## Palmarès

### Bilan saison par saison
| Saison    | Championnat       | Championnat | Championnat | Championnat | Championnat | Championnat | Championnat | Championnat | Championnat | Championnat | Championnat    | Championnat | Coupe de Suisse | Coupe d'Europe | Entraîneur            |
| Saison    | Division          | Cl          | Pts         | J           | V           | N           | D           | Bp          | Bc          | Diff        | M. buteur      | B           | Coupe de Suisse | Coupe d'Europe | Entraîneur            |
| --------- | ----------------- | ----------- | ----------- | ----------- | ----------- | ----------- | ----------- | ----------- | ----------- | ----------- | -------------- | ----------- | --------------- | -------------- | --------------------- |
| 2013-2014 | 1re Ligue - Gr. 2 | 1er         | 61          | 26          | 19          | 4           | 3           | 67          | 25          | +42         | Rodriguez      | 22          | 1/32 de finale  | -              | Cattilaz              |
| 2014-2015 | Promotion League  | 1er         | 70          | 30          | 22          | 4           | 4           | 79          | 31          | +48         | Rodriguez      | 20          | 1/16 de finale  | -              | Cattilaz              |
| 2015-2016 | Challenge League  | 2e          | 54          | 34          | 15          | 9           | 10          | 53          | 42          | +11         | Doudin         | 13          | 1/16 de finale  | -              | Cattilaz Decastel     |
| 2016-2017 | Challenge League  | 2e          | 73          | 36          | 22          | 7           | 7           | 66          | 36          | +30         | Karlen Nuzzolo | 18          | 1/16 de finale  | -              | Decastel              |
| 2017-2018 | Challenge League  | 1er         | 85          | 36          | 26          | 7           | 3           | 82          | 39          | +43         | Nuzzolo        | 26          | 1/16 de finale  |                | Decastel              |
| 2018-2019 | Super League      | 9e          | 37          | 36          | 9           | 10          | 17          | 44          | 65          | -21         | Nuzzolo        | 14          | 1/8 de finale   | -              | Decastel Henchoz      |
| 2019-2020 | Super League      | 10e         | 27          | 36          | 5           | 12          | 19          | 33          | 68          | -35         | Nuzzolo        | 13          | 1/8 de finale   | -              | Magnin Henchoz        |
| 2020-2021 | Challenge League  | 9e          | 36          | 36          | 10          | 6           | 20          | 36          | 58          | -22         | Mafouta        | 14          | 1/16 de finale  | -              | Henchoz Rueda Binotto |
| 2021-2022 | Challenge League  | 6e          | 50          | 36          | 14          | 8           | 14          | 56          | 54          | +2          | Nuzzolo        | 14          | 1/16 de finale  | -              | Binotto               |
| 2022-2023 | Challenge League  | 10e         | 24          | 36          | 4           | 12          | 20          | 42          | 65          | -23         | Nuzzolo        | 7           | 1/16 de finale  | -              | Binotto Saibene Forte |
| 2023-2024 | Challenge League  | 4e          | 49          | 36          | 11          | 16          | 9           | 55          | 45          | +10         | Hautier        | 9           | 1/16 de finale  | -              | Forte                 |
| 2024-2025 | Challenge League  | 8e          | 41          | 36          | 12          | 5           | 19          | 57          | 65          | -8          | Demhasaj       | 16          | 1/32 de finale  | -              | Forte Braizat         |
| 2025-2026 | Challenge League  | 4e          | 4           | 3           | 1           | 1           | 1           | 6           | 4           | +2          | Demhasaj Saiz  | 2           | -               | -              | Braizat               |

Légendes :
|  | Vainqueur ou champion                  |
|  | Finale ou vice-champion                |
|  | Demi-finaliste ou troisième            |
|  | Promotion dans la division supérieure  |
|  | Relégation dans la division inférieure |

### Palmarès
| Compétitions nationales | Compétitions internationales |
| --- | --- |
| - Championnat de Suisse de D1 (3) : - Champion en 1916 (FC Cantonal Neuchâtel), 1987 et 1988 (Neuchâtel Xamax). - Championnat de Suisse de D2 (3) : - Champion en 1973, 2007 (Neuchâtel Xamax) et 2018. - Championnat de Suisse de D3 (1) : - Champion en 2015. - Championnat de Suisse de D4 (1) : - Champion en 2014. - Championnat de Suisse de D5 (1) : - Champion en 2013 (Neuchâtel Xamax). - Coupe de Suisse (0) : - Finaliste en 1950 (FC Cantonal Neuchâtel), 1974, 1985, 1990, 2003, 2011 (Neuchâtel Xamax). - Coupe de la Ligue (0) : - Finaliste en 1977 (Neuchâtel Xamax). - Supercoupe de Suisse (3) : - Vainqueur en 1987, 1988 et 1990 (Neuchâtel Xamax). | - Coupe des Clubs Champions/Ligue des Champions (0) : - 2 participations. - Meilleure performance : 2e tour en 1988 et 1989 (Neuchâtel Xamax). - Coupe des Vainqueurs de Coupe (0) : - 1 participation. - Meilleure performance : 1er tour en 1991 (Neuchâtel Xamax). - Coupe UEFA/Ligue Europa (0) : - 10 participations - Meilleure performance : 1/4 de finale en 1982 et 1986 (Neuchâtel Xamax). - Coupe des Alpes (0) : - ?? participations. - Finaliste en 1982 (Neuchâtel Xamax). - Coupe horlogère (2) : - 6 participations. - Vainqueur en 1972 et 1977 (Neuchâtel Xamax). |

## Joueurs et personnalités du club

### Présidents
- De 2013 à 2021 : Christian Binggeli
- Depuis 2021 : Jean-François Collet[9]

### Entraîneurs
Les entraîneurs du club depuis 2013 sont :
- 2013-2015 :  Roberto Cattilaz
- 2015-2019 :  Michel Decastel
- 2019 :  Stéphane Henchoz
- 2019-2020 :  Joël Magnin
- 2020-2020 :  Stéphane Henchoz
- 2020 :  Martin Rueda (ad interim)
- 2021-2022 :  Andrea Binotto
- aout 2022-avril 2023 :  Jeff Saibene
- avril 2023- déc. 2024 :  Uli Forte
- depuis déc. 2024 :  Anthony Braizat

## Identité du club

### Historique des logos

Logo de Neuchâtel Xamax FCS entre 2013 et 2022.
Logo de Neuchâtel Xamax FCS depuis 2022.

## Stade
Son stade, la Maladière, a été rénové en 2007. Faisant partie d'un centre multifonctionnel (centre commercial, salles de sports, caserne de pompiers) le stade de la Maladière est des plus modernes, et dispose d'un terrain synthétique de 3e génération, homologué FIFA.